# Armand de Gourgue
Armand Dominique Ange Louis de Gourgue est un homme politique français né le 5 juillet 1777 à Paris et décédé le 10 août 1841 à Vayres (Gironde).

## Biographie
Émigré pendant la Révolution, il est maître des requêtes au Conseil d’État sous la Restauration, puis gentilhomme de la chambre du roi. Il est député de Tarn-et-Garonne de 1820 à 1827, siégeant dans la majorité soutenant les gouvernements, sans avoir une grande activité parlementaire. Il est pair de France de 1827 à 1830.

## Sources
- « Armand de Gourgue », dans Adolphe Robert et Gaston Cougny, Dictionnaire des parlementaires français, Edgar Bourloton, 1889-1891 [détail de l’édition]